# Renaud Cohade
Renaud Cohade (Aubenas, 29 de setembro de 1984) é um ex-futebolista profissional francês que atuava como meia.

## Carreira
Renaud Cohade começou a carreira no Nîmes.